# Festival international du film de Locarno 2018
Le Festival international du film de Locarno 2018, la 71e édition du festival (71° Festival del film Locarno), s'est déroulé du 1er au 11 août 2018.

## Déroulement et faits marquants
Bruno Dumont reçoit le Léopard d'honneur (Pardo d'Onore) et Ethan Hawke reçoit un prix d'excellence.
Le festival débute avec la projection des films Vive la liberté de Leo McCarey avec Laurel et Hardy, et Les Beaux Esprits de Vianney Lebasque.
Le 11 août 2018, le palmarès est dévoilé et c'est le film singapourien A Land Imagined de Yeo Siew-hua qui remporte le Léopard d'or. Le Prix spécial du jury est remporté par M de Yolande Zauberman, le Léopard pour la meilleure réalisation par Tarde para morir joven de Dominga Sotomayor, le Léopard pour la meilleure interprétation féminine par Andra Guți pour Alice T. et le Léopard pour la meilleure interprétation masculine par Ki Joonbong pour Gangbyun Hotel.

## Jurys

### Concorso internazionale
- Président : Jia Zhangke, réalisateur  Chine
- Emmanuel Carrère, scénariste  France
- Sean Baker, réalisateur  États-Unis
- Tizza Covi, réalisatrice  Italie
- Isabella Ragonese, actrice  Italie

### Concorso Cineasti del presente
- Président : Andrei Ujică, réalisateur  Roumanie
- Ben Rivers, réalisateur  Royaume-Uni
- Lætitia Dosch, actrice  France  Suisse

### Pardi di domani
- Président : Yann Gonzalez, réalisateur  France
- Deepak Rauniyar, réalisateur  Népal
- Marta Mateus, réalisatrice  Portugal

## Sélection

### Concorso internazionale
- A Family Tour de Yang Shu  Taïwan,  Hong Kong,  Singapour,  Malaisie
- A Land Imagined de Yeo Siew-hua  Singapour,  France,  Pays-Bas
- Alice T. de Radu Muntean  Roumanie
- Diane de Kent Jones  États-Unis
- Gangbyun Hotel de Hong Sang-soo  Corée du Sud
- Genèse de Philippe Lesage  Canada
- Glaubenberg de Thomas Imbach  Suisse
- La flor de Mariano Llinás  Argentine
- M de Yolande Zauberman  France
- Menocchio de Alberto Fasulo  Italie  Roumanie
- Ray & Liz de Richard Billingham  Royaume-Uni
- Sibel de Çağla Zencirci et Guillaume Giovanetti  France,  Allemagne,  Luxembourg,  Turquie
- Tarde para morir joven de Dominga Sotomayor  Chili,  Brésil,  Argentine,  Pays-Bas,  Qatar
- Wintermärchen de Jan Bonny  Allemagne
- Yara de Abbas Fahdel  Liban,  Irak,  France

### Concorso Cineasti del presente
- Comme si de rien n'était (Alles ist gut) de Eva Trobisch  Allemagne
- Ceux qui travaillent de Antoine Russbach  Suisse,  Belgique
- Chaos de Sara Fattahi  Autriche,  Syrie,  Liban,  Qatar
- Closing Time de Nicole Vögele  Suisse,  Allemagne
- Dead Horse Nebula de Tarık Aktaş  Turquie
- Familia sumergida de María Alché  Argentine,  Brésil,  Allemagne,  Norvège
- Fausto de Andrea Bussmann  Mexique  Canada
- Hatzlila de Yona Rozenkier  Israël
- Jiao qu de niao de Qiu Sheng  Chine
- Likemeback de Leonardo Guerra Seràgnoli  Italie,  Croatie
- L'Époque de Matthieu Bareyre  France
- Siyabonga de Joshua Magor  Afrique du Sud,  Royaume-Uni
- Sophia Antipolis de Virgil Vernier  France
- Tegnap de Bálint Kenyeres  Hongrie,  Allemagne,  France,  Pays-Bas,  Maroc,  Suède
- Temporada de André Novais Oliveira  Brésil
- Trote de Xacio Baño  Espagne,  Lituanie

### Pardi di domani

#### Compétition internationale
- 3 Anos Depois de Marco Amaral, Portugal
- A Cold Summer Night de Yash Sawant, Inde
- D’un château l’autre d'Emmanuel Marre, Belgique, France
- El laberinto de Laura Huertas Millán, Colombie, France, USA
- Frase d’arme de Federico Di Corato, Italie, France
- Fuck You d'Anette Sidor, Suède
- Grbavica de Manel Raga Raga, Portugal, Bosnie-Herzegovine, Espagne
- Heart of Hunger de Bernardo Zanotta, Pays-Bas
- Hi I Need To Be Loved de  Marnie Ellen Hertzler, USA
- Je sors acheter des cigarettes d'Osman Cerfon, France
- Kaukazas de Laurynas Bareiša, Lithuanie
- La Cartographe de Nathan Douglas, Canada
- La máxima longitud de un puente de Simón Vélez Colombie, Argentine
- Last Year When the Train Passed by de Huang Pang-chuan, France
- Lunar-Orbit Rendezvous de Mélanie Charbonneau, Canada
- Malo se sjećam tog dana de Leon Lučev, Croatie
- My Expanded View de Corey Hughes, USA
- OUT d'Alon Sahar, Israel
- Patul lui Procust d'Andrian Împărățel, Roumanie
- Rekonstrukce de Jiří Havlíček , Ondřej Novák, République tchèque
- Reneepoptosis de Renee Zhan, USA, Japon
- Saras intime betroelser d'Emilie Blichfeldt, Norvège
- Sashleli de Davit Pirtskhalava, Géorgie
- Smert Menya de Mikhail Maksimov, Russie
- The Silence of the Dying Fish de Vasilis Kekatos, Grèce, France
- Tourneur de Yalda Afsah, Allemagne
- Violeta + Guillermo d'Óscar Vincentelli, Espagne, Venezuela
- Words, Planets de Laida Lertxundi, USA, Espagne
- Zhi shuo yi ci de Chen Hui, Chine

#### Compétition nationale
- Abigaïl de Magdalena Froger
- Circuit de Delia Hess
- Eva de Xheni Alushi
- Fait divers de Léon Yersin
- Hier de Loïc Kreyden
- Ici le chemin des ânes de Lou Rambert Preiss
- In Loving Memory of the Future de Laurence Favre
- La Source de Yatoni Roy Cantu
- Le Sens de la marche de Jela Hasler
- Les Îles de Brissogne de Juliette Riccaboni
- Los que desean d'Elena López Riera
- Monte Amiata de Tommaso Donati
- Selfies de Claudius Gentinetta

### Hors compétition

#### Piazza Grande
- BlacKkKlansman de Spike Lee  États-Unis
- Blaze de Ethan Hawke  États-Unis
- Coincoin et les Z'inhumains de Bruno Dumont  France
- I Feel Good de Benoît Delépine et Gustave Kervern  France
- In the Cut de Jane Campion  États-Unis,  Australie,  Royaume-Uni
- Le vent tourne de Bettina Oberli  Suisse,  France
- Les Beaux Esprits de Vianney Lebasque  France
- Vive la liberté de Leo McCarey  États-Unis
- L'Ordre des médecins de David Roux  France
- L'ospite de Duccio Chiarini  Italie
- Manille de Lino Brocka  Philippines
- Les Oiseaux de passage (Pájaros de verano) de Cristina Gallego et Ciro Guerra  Colombie
- Ruben Brandt, Collector de Milorad Krstić  Hongrie
- Seven de David Fincher  États-Unis
- Searching : Portée disparue (Searching) de Aneesh Chaganty  États-Unis
- Equalizer 2 de Antoine Fuqua  États-Unis
- Un nemico che ti vuole bene de Denis Rabaglia  Italie,  Suisse
- Was uns nicht umbringt de Sandra Nettelbeck  Allemagne

#### Fuori concorso
- Amur senza fin de Christoph Schaub  Suisse
- De chaque instant de Nicolas Philibert  France
- Insulaire de Stéphane Goël  Suisse
- Mudar la piel de Ana Schulz et Cristóbal Fernández  Espagne
- My Home, in Libya de Martina Melilli  Italie
- Narcissister Organ Player de Narcissister  États-Unis
- Ora e sempre riprendiamoci la vita de Silvano Agosti  Italie
- Rūgštus miškas de Rugile Barzdziukaite  Lituanie
- Sembra mio figlio de Costanza Quatriglio  Italie,  Croatie,  Belgique
- The Sentence de Rudy Valdez  États-Unis
- Walking on Water de Andrey M Paounov  États-Unis,  Italie

#### I film delle giurie
Films en l'honneur des membres des différents jurys

## Palmarès

### Concorso Internazionale
- Léopard d'or : A Land Imagined de Yeo Siew-hua
- Prix spécial du jury : M de Yolande Zauberman
- Léopard pour la meilleure réalisation : Tarde para morir joven de Dominga Sotomayor
- Léopard pour la meilleure interprétation féminine : Andra Guți pour Alice T.
- Léopard pour la meilleure interprétation masculine : Ki Joonbong pour Gangbyun Hotel
- Mention spéciale : Ray & Liz de Richard Billingham

### Concorso Cineasti del presente
- Léopard d'or : Chaos de Sara Fattahi
- Prix du meilleur réalisateur émergent : Tarık Aktaş pour Dead Horse Nebula
- Prix spécial du jury : Closing Time de Nicole Vögele
- Mentions spéciales :
  - Fausto de Andrea Bussmann
  - Rose, interprète de L'Epoque de Matthieu Bareyre

### Pardi di domani

#### Compétition internationale
- Léopard d'or : D'un château l'autre d'Emmanuel Marre
- Léopard d'argent : Heart of Hunger de Bernardo Zanotta
- Prix Pianifica : Laura Huertas Milàn pour El laberinto
- Prix Medien Patent Verwaltung AG : Je sors acheter des Cigarettes d'Osman Cerfon
- Mention spéciale : La màxima longitud de un puente de Simón Vélez López (Colombie, Argentine)

#### Compétition nationale
- Pardino d'or du meilleur court métrage suisse : Los que desean d'Elena López Riera
- Pardino d'argent : Abigaïl de Magdalena Froger
- Prix Action Light du meilleur espoir suisse : Lou Rambert Preiss pour Ici le chemin des ânes

### Opera Prima
- Prix pour le meilleur premier film : Alles Ist Gut d'Eva Trobisch
- Swatch Art Peace Hotel Award : Rūgštus miškas de Rugile Barzdziukaite
- Mentions spéciales : Erased, Ascent of Invisible de Ghassan Halwani

### Piazza Grande
- Prix du public : BlacKkKlansman de Spike Lee
- Variety Piazza Grande Award : Le vent tourne de Bettina Oberli

### Jurys indépendants

#### Jury œcuménique
- Prix du jury œcuménique : Sibel de Çağla Zencirci et Guillaume Giovanetti
- Mentions spéciales :
  - Diane de Kent Jones
  - A Land Imagined de Yeo Siew-hua

#### Jury FIPRESCI
- Prix FIPRESCI : Sibel de Çağla Zencirci et Guillaume Giovanetti

#### Jury Europa Cinema Labels
- Prix : L'Epoque de Matthieu Bareyre

#### Cinema e Gioventù
- Concorso internazionale :
  - Premier Prix : A Land Imagined de Yeo Siew-hua
  - Deuxième Prix : Sibel de Çağla Zencirci et Guillaume Giovanetti
  - Troisième Prix : Gangbyun Hotel de Hong Sang-soo
  - Mentions spéciales :
    - Mennochio d'Alberto Fasulo
    - La Flor de Mariano Llinás

  - Prix « L'environnement, c'est la qualité de la vie » : M de Yolande Zauberman
- Cineasti del Presente :
  - Prix : Hatzlila de Yona Rozenkier
  - Mention spéciale : L'Epoque de Matthieu Bareyre
- Pardi di domani :
  - Prix pour le Concorso internazionale : D'un château l'autre d'Emmanuel Marre
  - Prix pour le Concorso nazionale : Ici le chemin des ânes de Lou Rambert Preiss
  - Mention spéciale : Reneepoptosis de Renee Zhan

#### Semaine de la Critique
- Prix : Le Temps des Forêts de François-Xavier Drouet
- Prix Zonta Club Locarno : #Female Pleasure de Barbara Miller